# Kuscheltier
Ein Kuscheltier, Stofftier oder Plüschtier ist ein aus Plüsch oder einem anderen weichen Material bestehendes Kinderspielzeug in Tier- oder abgewandelter Fantasieform. Die populärste Form eines Kuscheltiers ist die des Teddybären.
Ein Kuscheltier wird häufig einem Kind bereits im Säuglings- oder Kleinkindalter geschenkt und „begleitet“ es dann während der gesamten Kindheit. Aus diesem Grund haben Kinder oft eine innige Bindung zu ihrem Kuscheltier, selbst dann noch, wenn dieses bereits Schäden aufweist und abgenutzt ist. Obwohl das Kuscheltier an sich ein nicht-lebendiger Gegenstand ist, wird er in der phantasievollen Vorstellungswelt des Kindes als lebendiges Wesen gesehen, das dem Kind einerseits anvertraut ist und das andererseits als Beschützer oder Spielgefährte des Kindes dient.
Kuscheltiere können Trostspender, Einschlafhilfen, Freunde, Begleiter, Sammlerstücke und vieles mehr sein. Im Rettungsdienst werden zunehmend Kuscheltiere bei jungen Patienten eingesetzt, um sie von Schmerz und der ungewohnten Situation abzulenken. Der Psychoanalytiker Donald Winnicott beschrieb die Funktion des Kuscheltieres mit dem Begriff des Übergangsobjekts, mit dessen Hilfe das Kind den Ausgang aus der symbiotischen Mutter-Kind-Beziehung des Säuglingsalters auffange.
Auch Erwachsene können innige Bindungen zu unbelebten Objekten, so auch Plüschtieren pflegen oder aufbauen, und sie mit Namen und Funktion versehen. Für viele ist das Kuscheltier eine emotionalisierte Brücke in ihre wirkliche oder idealisierte Kindheit, in die Heimat, zu einem schönen Ort, ein Talisman oder ein Glücksbringer. 
Eine Darstellung über die Kind-Kuscheltier-Beziehung aus der Erlebenssicht des Kindes findet sich beispielsweise in den Comics um Calvin und Hobbes.

Unterschiedliche Kuscheltiere
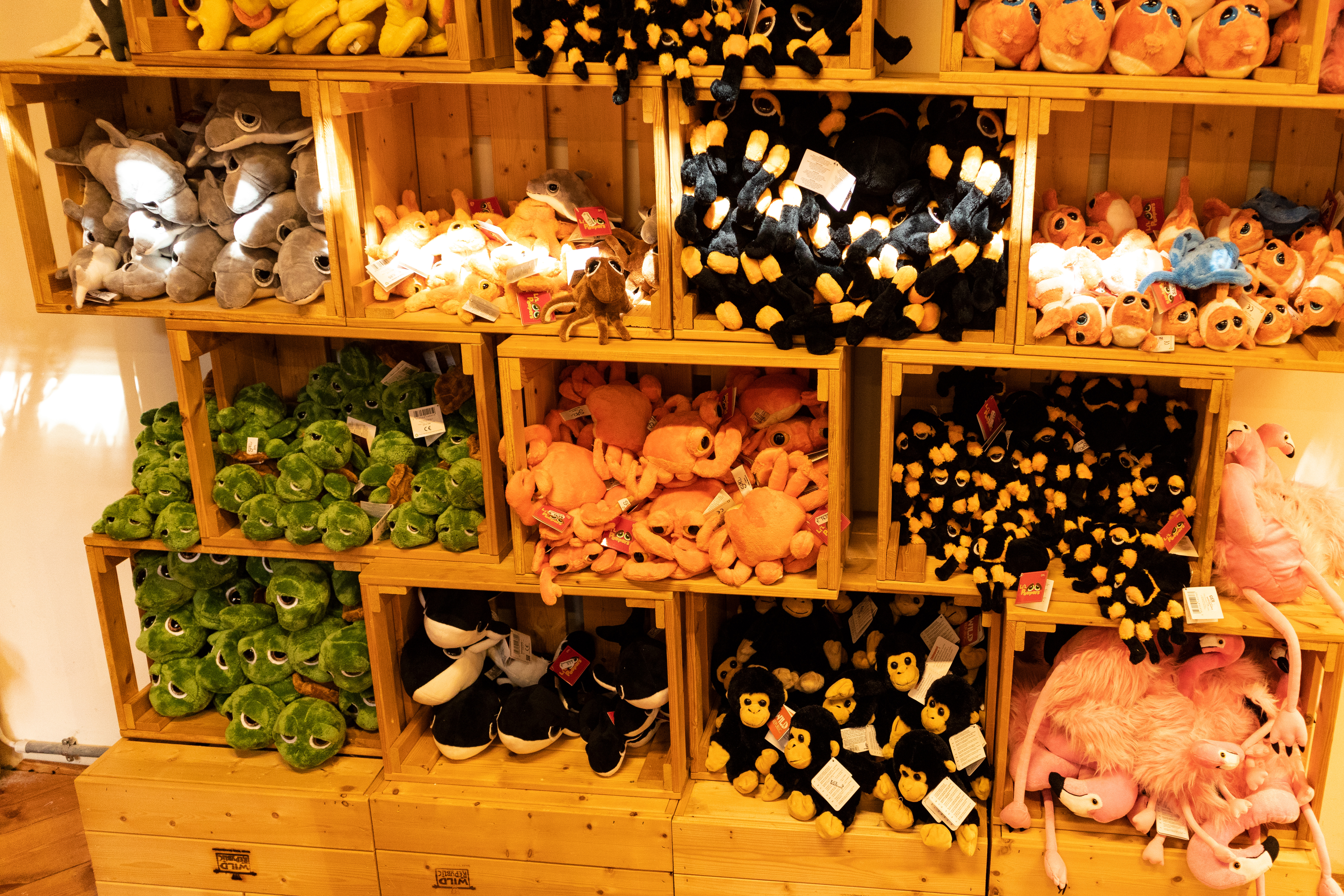
Kuscheltierverkauf in Deutschland
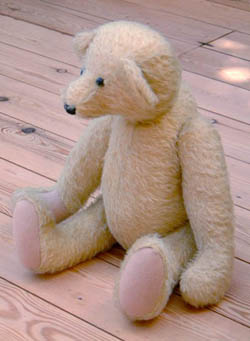
Teddybär
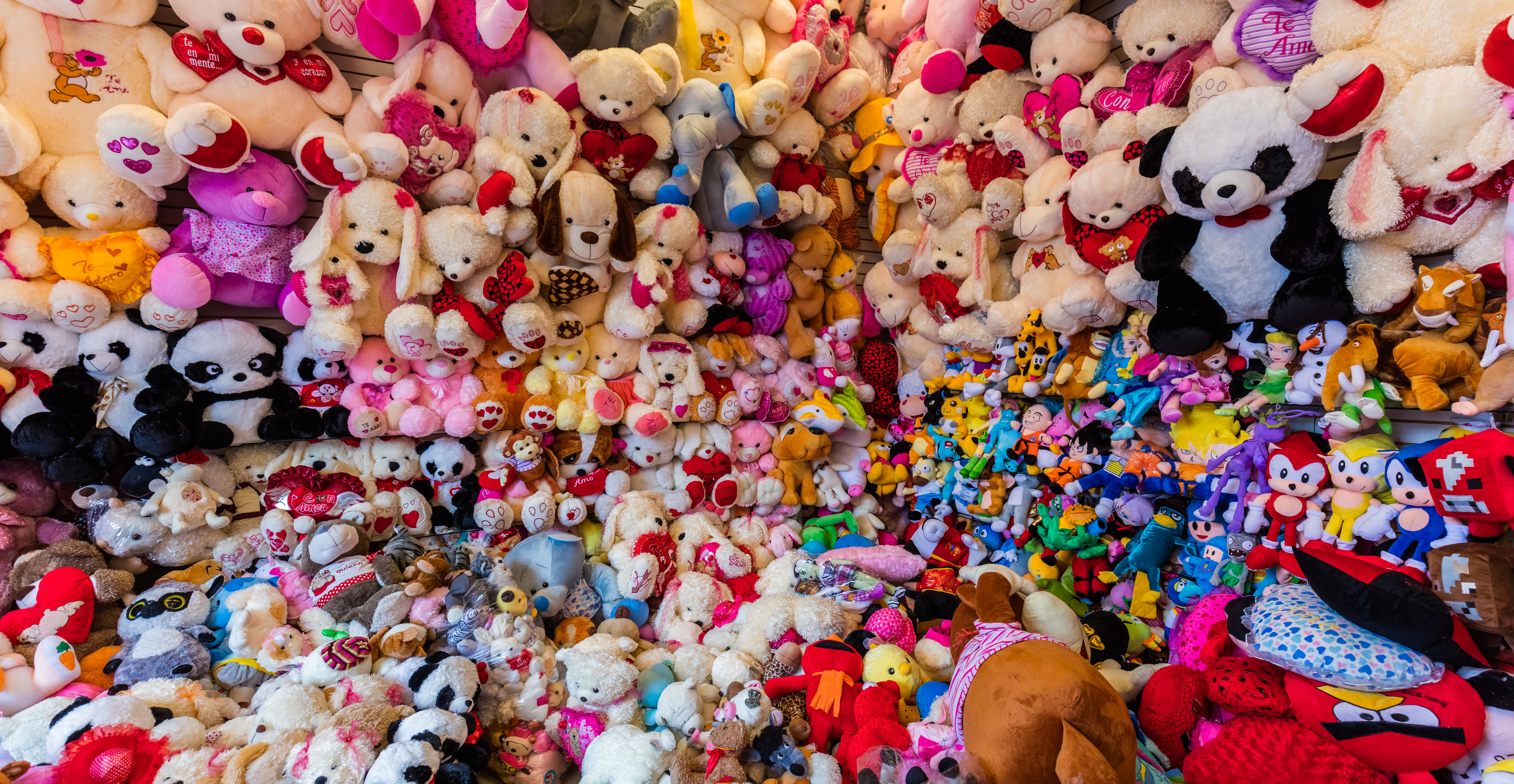
Kuscheltiergeschäft in Lima, Peru
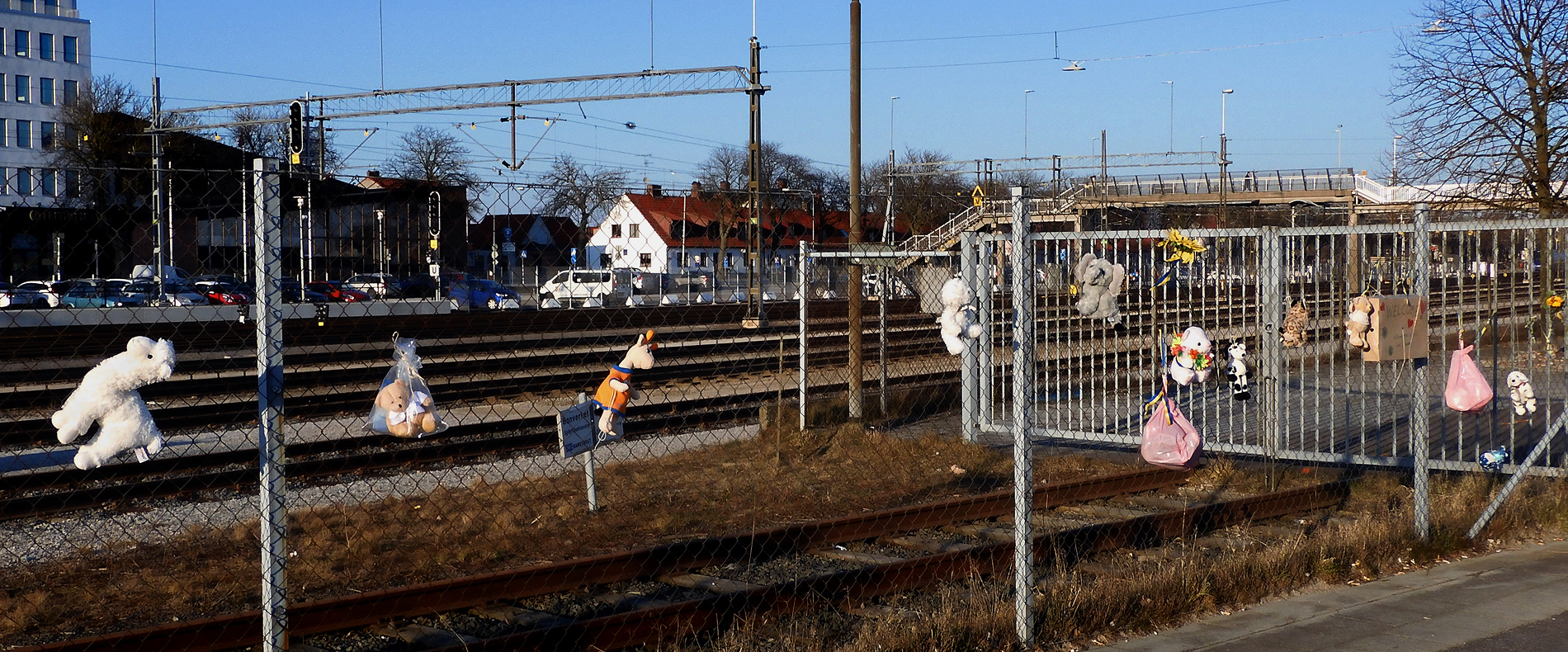
Mehrere Kuscheltiere an einem Zaun im Hafen von Ystad, bestimmt als Geschenk für die ukrainischen Kinder, die im Jahr 2022 nach Ystad kamen.

## Bekannte Kuscheltierfiguren
- Beanie
- Blåhaj
- Diddl
- Labubu
- Lufsig
- Häkelschwein
- Webkinz
- Zotty